# یوناس وا
یوناس وا (دانمارکی: Jonas Warrer؛ زادهٔ ۲۲ مارس ۱۹۷۹) قایقران قایق بادبانی اهل دانمارک بود.